# Musée Victor-Hugo
Le musée Victor-Hugo est un musée consacré à l'écrivain Victor Hugo, situé à Villequier (Seine-Maritime), en bordure de la Seine, près de Caudebec-en-Caux.

## Historique
Victor Hugo, ami de la famille Vacquerie, séjourna à plusieurs reprises, à Villequier, avant le mariage de sa fille Léopoldine avec Charles Vacquerie. 
L'histoire de Villequier est marquée par le drame qui se déroula le 4 septembre 1843 lorsque Léopoldine Hugo et son époux un des oncle et un neveu de ce dernier périrent noyés dans la Seine presque en face de la maison. Les quatre victimes furent inhumés au cimetière de Villequier, dans lequel furent inhumées, en 1868, Adèle Foucher, mère de Léopoldine puis, en 1915, Adèle Hugo, sœur cadette de Léopoldine.
En 1951, le Conseil général de Seine-Maritime racheta aux descendants de la famille Vacquerie la maison et son jardin tandis que les bâtiments annexes, ruinés lors de la Seconde Guerre mondiale, devenaient propriété de la commune de Villequier.
En 1959, la maison devint un musée.

## Caractéristiques
Le musée se trouve dans la maison de la famille Vacquerie qui date de la première moitié du XIXe siècle. 
Grâce à des donations des héritiers de la famille, le musée retrace la vie des membres des familles Hugo et Vacquerie. Robert Flavigny en fut le premier directeur.

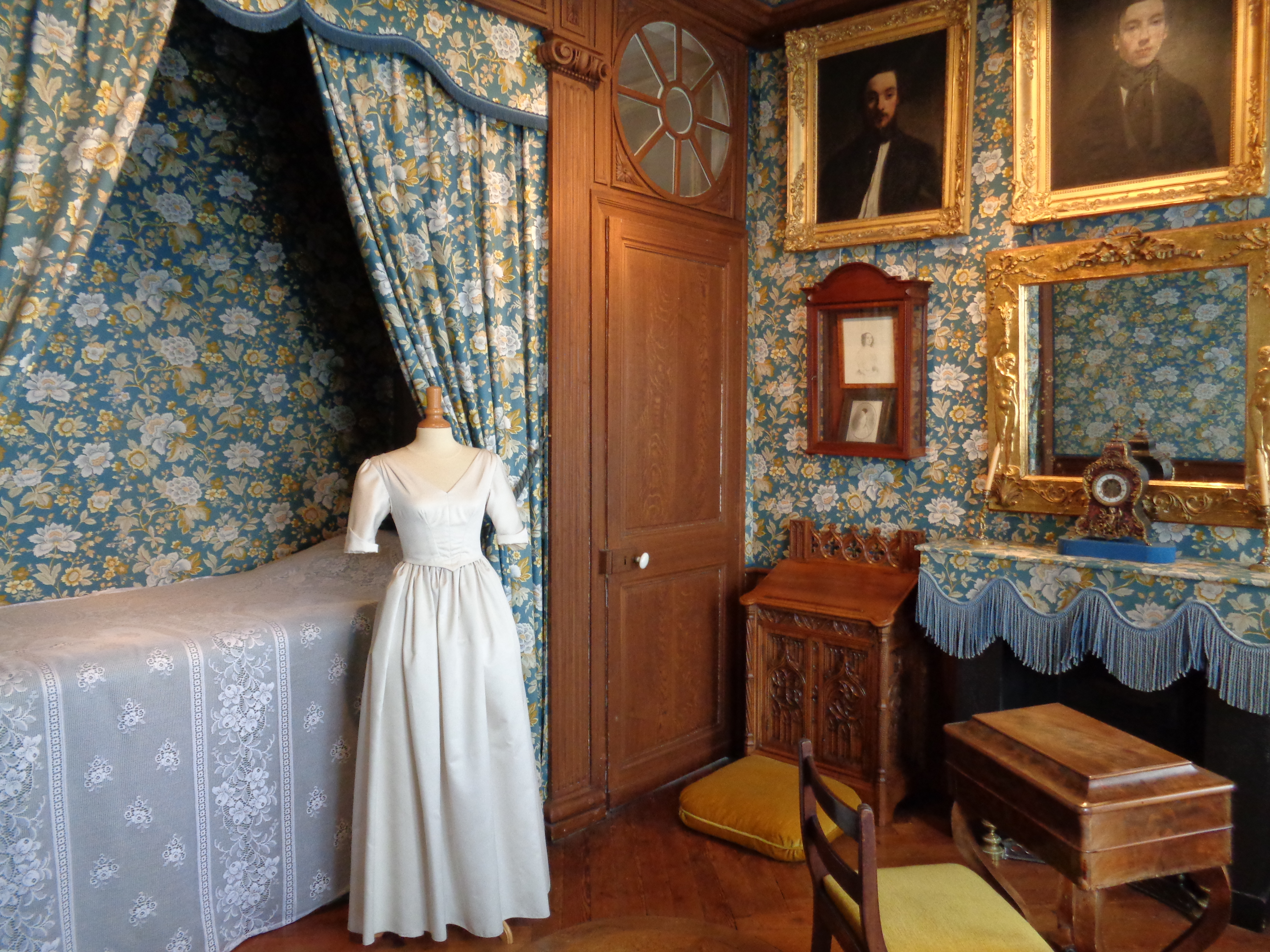
Chambre du Musée Victor Hugo.